# スターリツァ

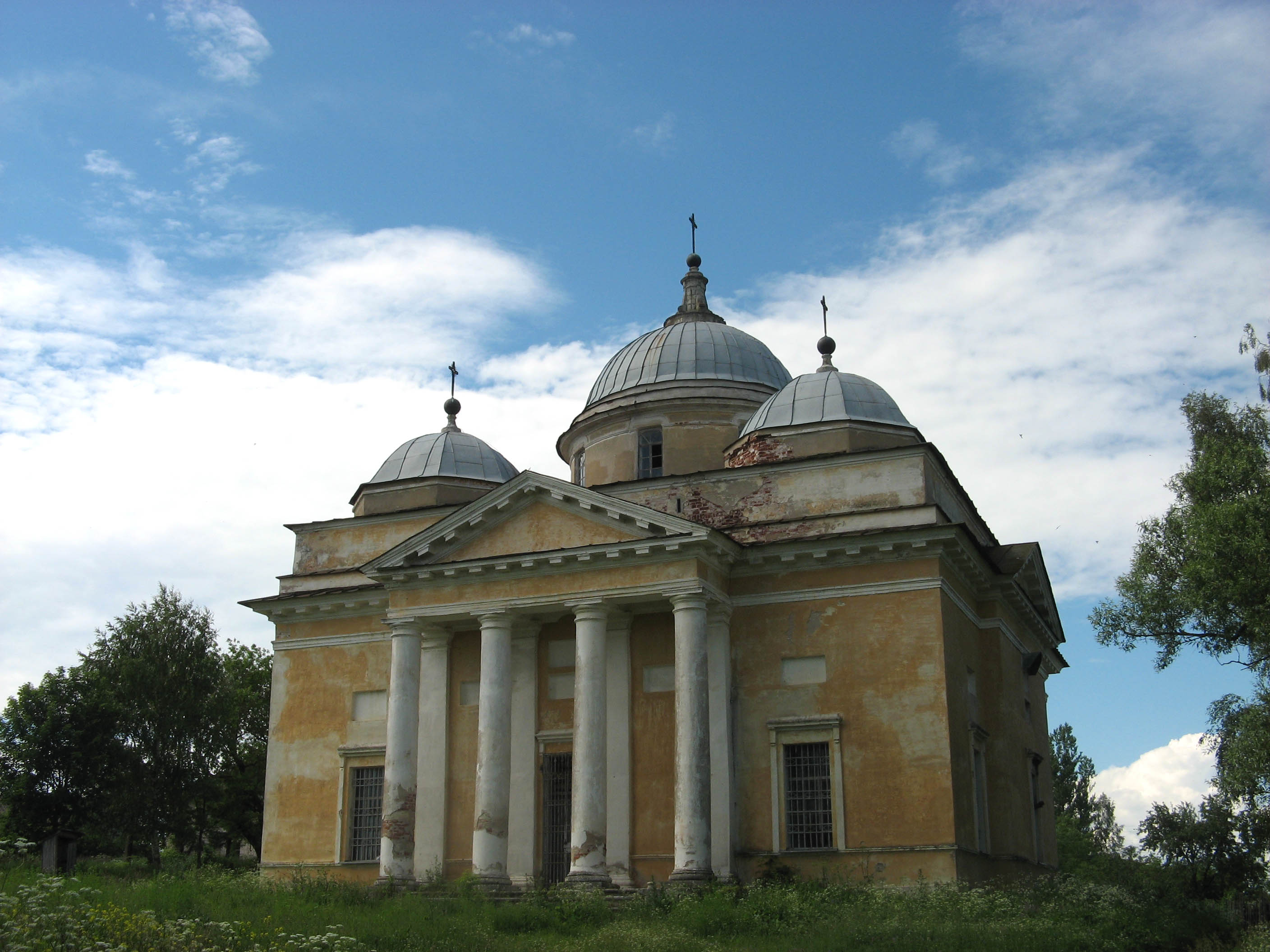
聖ボリスとグレブ大聖堂

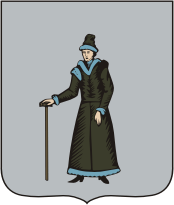
スターリツァの紋章

スターリツァ（ロシア語: Старица； Staritsa）は、ロシアのトヴェリ州の町。人口は6,938人（2021年）。州都トヴェリから南西へ77km。最寄りの鉄道駅は12km離れたところにあり、モスクワ・サンクトペテルブルク間の幹線からリホスラヴリで分かれトルジョーク＝ルジェフ＝ヴャジマを結ぶ支線上にある。ヴァルダイ丘陵の東部に位置し、ヴォルガ川にスターリツァ川が合流する地点にある。

## 概要
町はヴォルガ川で二分されており、左岸の大きな市街地の側と、右岸のモスクワ寄りの小さな市街地に分かれている。近隣には大理石の石切場の跡地が多く、町の建物も大理石の建物が多い。これらの石切場は18世紀から19世紀にかけて町の人々が大きな計画もなく採掘して形成されたため巨大な地下迷宮のような状態を呈している。右岸には大きな土盛や城壁など中世の町の遺構が残り、一方左岸には1530年から建てられた生神女就寝修道院の大理石の白い聖堂や、18世紀や19世紀に建てられた聖堂群がそびえる。
町に建つ聖ボリスとグレブ大聖堂は1805年から1820年にかけ建設された新古典主義建築の壮大な建物である。その場にはかつて、モスクワの聖ワシリイ大聖堂も手がけた職人達が1560年代に建てた、多数の尖塔のある古い聖堂があり、ロシア建築の奇跡のひとつとも称されていた。モスクワ大公のイヴァン雷帝とスターリツァ公のウラジーミルが兄弟であったように、モスクワの聖ワシリイ大聖堂とスターリツァの聖堂も対になる姉妹のような建物だったともされる。
スターリツァの主産業は織物産業、亜麻の加工業、機械工業、野菜を生かした食品工業などである。

## 歴史

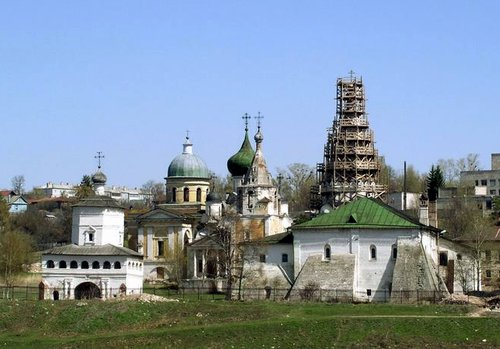
ヴォルガ川沿いに建つ生神女就寝（ウスペンスキー）修道院

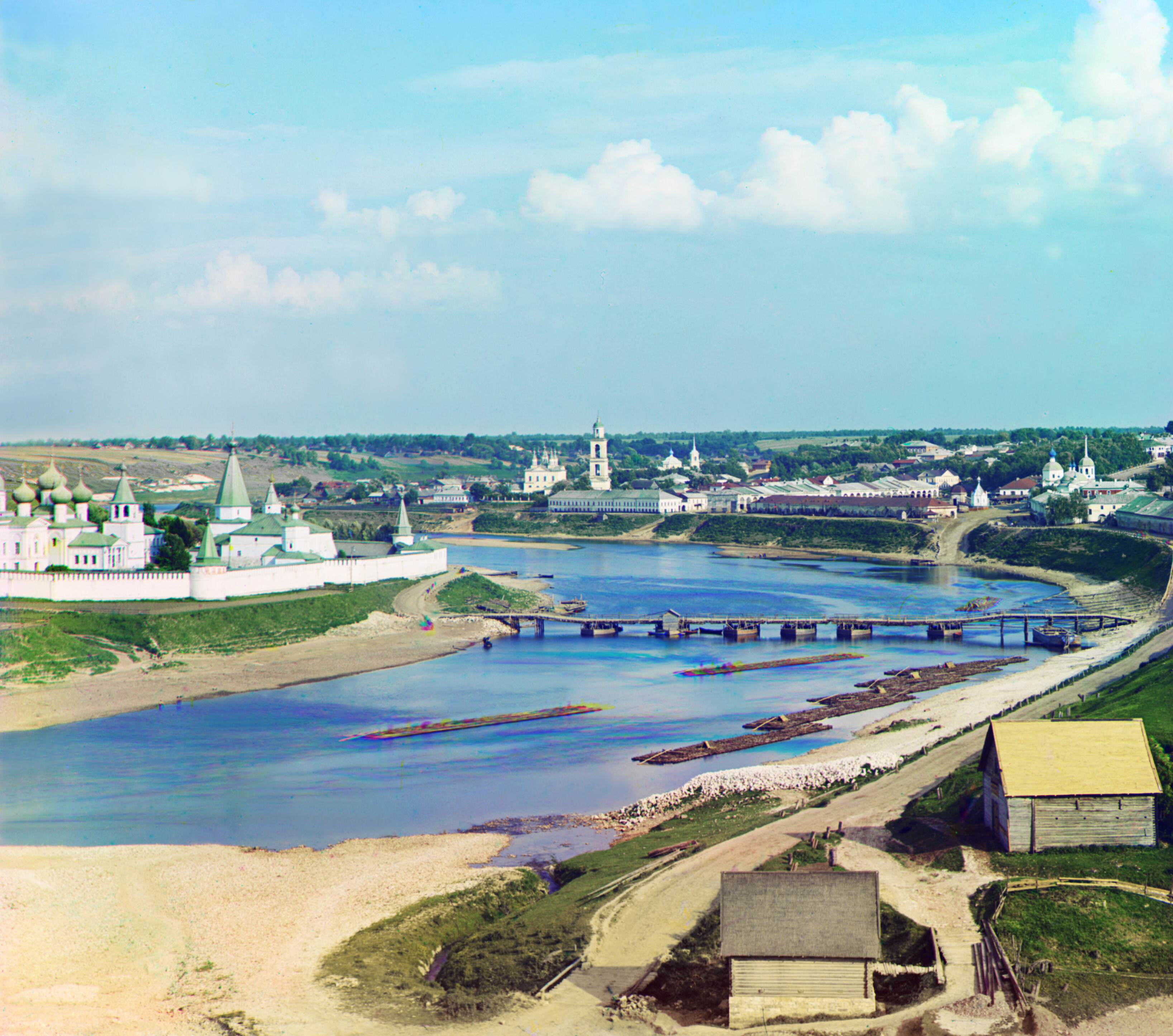
スターリツァとヴォルガ川（1912年、セルゲイ・プロクジン＝ゴルスキー撮影）

この町は1297年、ゴロドク（Городо́к, 「小さな町」）という名で設立された。1365年にはヴォルガ川右岸の高地から左岸の低地に移転した。新しい場所にできた町はノーヴィイ・ゴロドク（Но́вый Городо́к, 「新しいゴロドク」）と呼ばれた。
15世紀以降、町は「スターリツァ」（「以前の川床」の意）の名で呼ばれるようになった。しかしスターリツァには「老婆」の意味もあるため、スターリツァの紋章には誤って老いた尼僧の絵があしらわれることになった。かつて強国だったトヴェリ公国の支配下にあったスターリツァは、1485年には公国の他の部分とともにモスクワ大公国に併合された。
16世紀初頭、モスクワ大公イヴァン3世の末子アンドレイがスターリツァ公になり、さらにその息子ウラジーミルに受け継がれた。彼らの下でスターリツァの街は黄金時代を迎える。イヴァン4世（雷帝）が重病に見舞われた時、ボヤーレたちはその息子でなくウラジーミルを後継者にしようとした。この事件以後、イヴァン4世はスターリツァ公が自分に対する陰謀を巡らせていると思い込み、ウラジーミルとその息子達は毒薬を飲まされ、ウラジーミルの娘マリヤ・スターリツカヤを除き一家は全滅した。ウラジーミルの時代の繁栄ぶりは、生神女就寝（ウスペンスキー）修道院にも見ることが出来る。
1775年には郡の中心地となった。第二次世界大戦では、1941年10月から1942年1月までの間ドイツ軍に占領されている。